# Herrschaft Cuylenburg

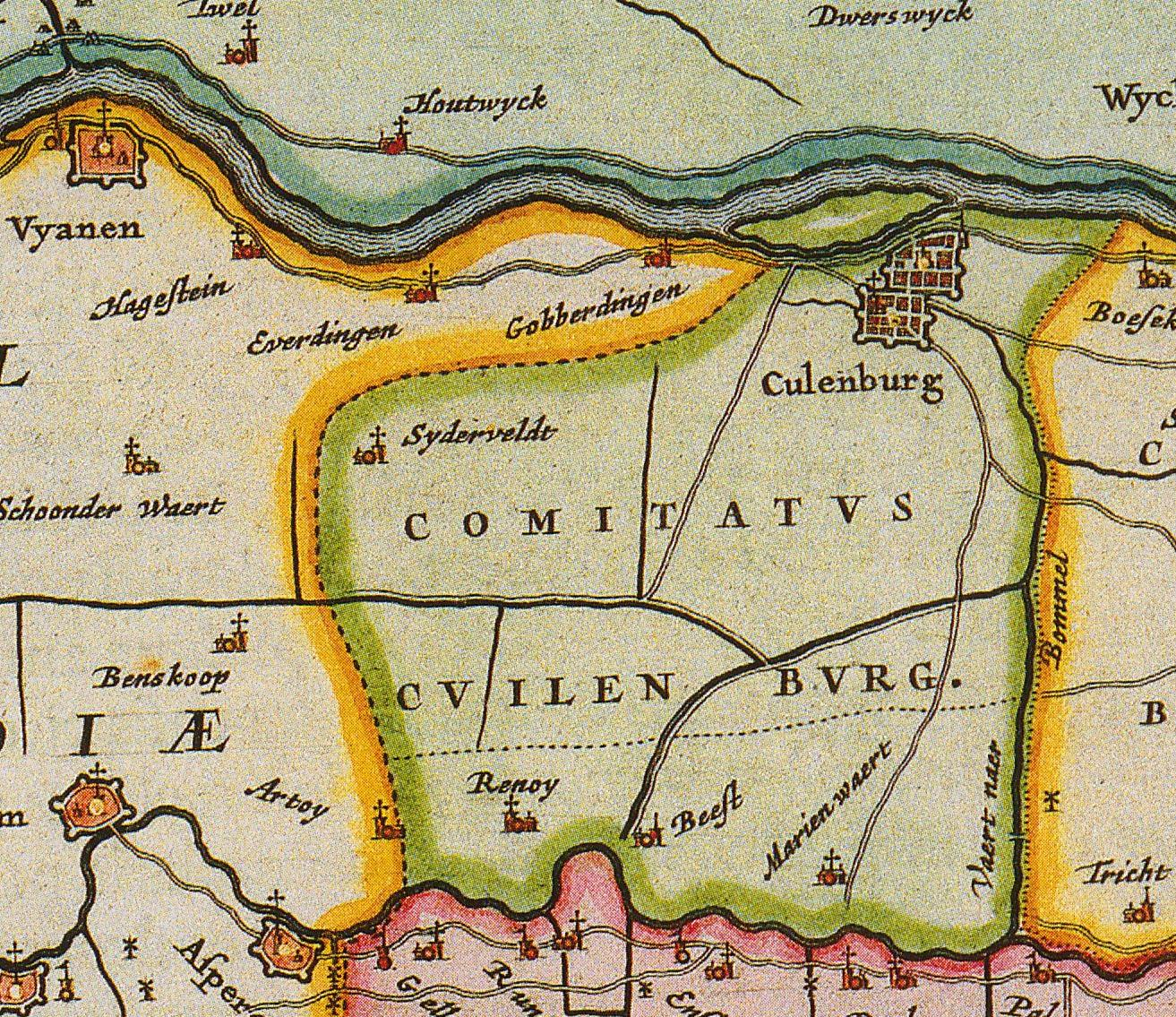
Die Grafschaft Cuylenburg um 1665

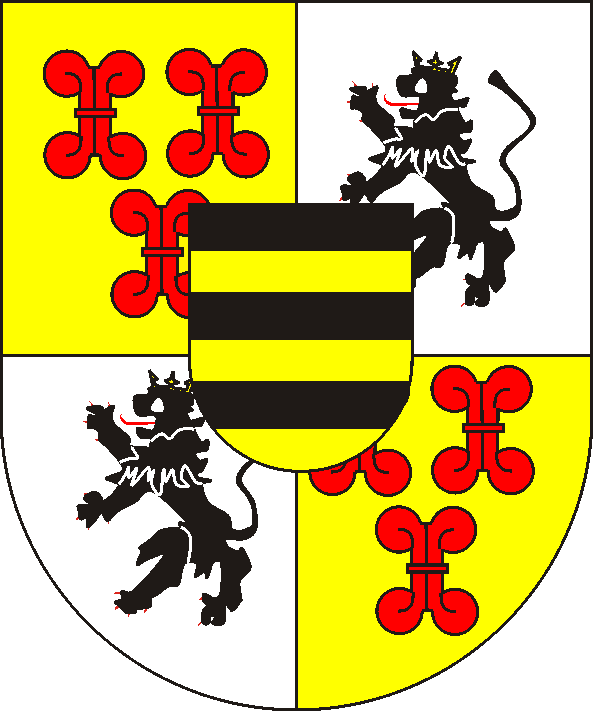
Wappen

Die Herrschaft Cuylenburg (auch Culenburg, Culemborg) (ndl. Heerlijkheid Culemborg) war eine reichsunmittelbare Herrschaft und später Grafschaft, ehe sie als abhängiges Gebiet an die Niederlande kam.

## Geschichte
Hervorgegangen ist sie aus dem gleichnamigen Adelsgeschlecht, das schon im 12. Jahrhundert erwähnt wurde. Dessen Burg Culenburg und die zugehörige Stadt Culemborg lag am Fluss Lek. Die Herrschaft mit der Stadt und einigen Dörfern lag westlich von Arnheim. Aus dem Haus ging der Bischof von Utrecht Zweder van Culemborg hervor. Die Nachkommen der Familie, insbesondere Gerhard II. und Caspar, konnten die Besitzungen stark vermehren. Da Caspar keinen männlichen Erben hatte, fiel der Besitz zunächst an seine Tochter Elisabeth, die der Herrschaft mehrere Jahrzehnte vorstand. Die Herrschaft wurde von Philipp II. oder bereits von Karl V. 1555 zur Grafschaft erhoben. 
Nach dem Tod der Elisabeth kam der Besitz durch ihre Schwester Anna an die Familie von Pallandt. Der Sohn Florenz I. fiel bei den spanischen Machthabern in Ungnade, weil er sich am niederländischen Aufstand beteiligte. In seine Zeit fiel auch der Übergang zur reformatorischen Lehre. Er selbst war an einem Bildersturm beteiligt. Der Erbe Florenz II. starb kinderlos. 
Der Besitz fiel durch Erbschaft 1639 an den Grafen Philipp Dietrich von Waldeck, dessen Mutter, 
Anna von Baden-Durlach (1587–1649), über ihre Mutter, die Gräfin Elisabeth von Cuylenburg, die Grafschaft geerbt hatte. Damit kam Cuylenburg in den Besitz dieses Hauses. 
Von 1672 bis 1692 war das Gebiet französisch besetzt.
Durch Heirat und Erbe fiel Cuylenburg 1692 an den Herzog Ernst Friedrich von Sachsen-Hildburghausen. Dieser verkaufte Cuylenburg 1720 an die Niederlande. Es gehörte als freie und souveräne Grafschaft zu den Staaten von Geldern. Im Jahr 1748 wurde die Grafschaft an Prinz Wilhelm IV. verliehen. Noch heute führen die Mitglieder des niederländischen Königshauses den Titel eines Grafen bzw. einer Gräfin von Culemborg.

## Regenten
| Herrschaftszeit | Name                                          | geboren          | gestorben          | Familienverhältnis zum Vorgänger                    |
| --------------- | --------------------------------------------- | ---------------- | ------------------ | --------------------------------------------------- |
| 1271–1309       | Hubert I. (Hubert III. von Bosinchem)         |                  | 1309               |                                                     |
| 1296–1322       | Johann I.                                     |                  | 1322               | Sohn                                                |
| 1296–1322       | Johann II.                                    |                  | 1322               | Sohn                                                |
| 1322–1347       | Hubert II.                                    |                  | 1347               | Sohn                                                |
| 1347–1377       | Johann III.                                   |                  | Juli 1377          | Sohn                                                |
| 1377–1394       | Gerhard I.                                    |                  | 28. Mai 1394       | Bruder                                              |
| 1394–1439       | Hubert III.                                   |                  | nach 1439          | Sohn                                                |
| 1439–1452       | Johann IV.                                    |                  | 1. April 1452      | Bruder                                              |
| 1452–1480       | Gerhard II.                                   |                  | 9. März 1480       | Sohn                                                |
| 1480–1506       | Jasper (Caspar)                               | ca. 1456         | 21. November 1506  | Sohn                                                |
| 1506–1555       | Elisabeth von Culemborg                       |                  | 9. Dezember 1555   | Tochter                                             |
| 1527–1540       | Johann von Pallant                            | 1506             | 8. Oktober 1540    | Sohn der Schwester                                  |
| 1540–1598       | Florenz I. von Pallant                        | 1537             | 29. September 1598 | Sohn                                                |
| 1598–1639       | Florenz II.                                   | 28. Mai 1578     | 4. Juli 1639       | Sohn                                                |
| 1639–1645       | Philipp Dietrich von Waldeck                  | 2. November 1614 | 7. Dezember 1645   | Enkel von Florenz I. über die Mutter und Großmutter |
| 1645–1664       | Heinrich Wolrad von Waldeck                   | 28. März 1642    | 15. Juli 1664      | Sohn                                                |
| 1664–1692       | Georg Friedrich von Waldeck                   | 31. Januar 1620  | 19. November 1692  | Bruder des Vaters                                   |
| 1692–1714       | Louise Anna von Erbach-Erbach (geb. Waldeck)  | 18. April 1653   | 30. Juni 1714      | Tochter                                             |
| 1714–1720       | Ernst Friedrich I. von Sachsen-Hildburghausen | 21. August 1681  | 9. März 1724       | Sohn der Schwester                                  |